# Tom Petty and the Heartbreakers
A Tom Petty and the Heartbreakers egy amerikai rock együttes Gainesvilleből, Floridából. Az együttest 1976-ban alapította Tom Petty. Legnagyobb sikert hozó albumuk az 1976-ban megjelent Tom Petty and the Heartbreakers, amely szerepel az 1001 lemez, amit hallanod kell, mielőtt meghalsz című könyvben. Tom Petty 2017-es halálával az együttes feloszlott.

## Diszkográfia
- Tom Petty and the Heartbreakers (1976)
- You're Gonna Get It! (1978)
- Damn the Torpedoes (1979)
- Hard Promises (1981)
- Long After Dark (1982)
- Southern Accents (1985)
- Let Me Up (I've Had Enough) (1987)
- Full Moon Fever (1989)
- Into the Great Wide Open (1991)
- Wildflowers (1994)
- Songs and Music from "She's the One" (1996)
- Echo (1999)
- The Last DJ (2002)
- Highway Companion (2006)
- Mojo (2010)
- Hypnotic Eye (2014)

## Fordítás
- Ez a szócikk részben vagy egészben  a   Tom Petty and the Heartbreakers című angol Wikipédia-szócikk fordításán alapul.  Az eredeti cikk szerkesztőit annak laptörténete sorolja fel. Ez a jelzés csupán a megfogalmazás eredetét és a szerzői jogokat jelzi, nem szolgál a cikkben szereplő információk forrásmegjelöléseként.